# Sergiu Cojocari
Sergiu Cojocari (n. 15 mai 1988, Chișinău) este un fotbalist din Republica Moldova, care în prezent evoluează la echipa Dacia Chișinău.

## Palmares
FC Veris
- Divizia "A" (1): 2012–13
- Divizia „B” Nord (1): 2011-2012
- Cupa Moldovei

Finalist: 2012–13